# Gerard Langner
Gerard (Gerd) Langner (ur. 15 lutego 1943 w Szopienicach) – polski hokeista grający na pozycji obrońcy, olimpijczyk.
Zawodnik Startu, Baildonu Katowice i Legii Warszawa. Mistrz Polski z 1964. 
25 razy zagrał w reprezentacji Polski zdobywając 1 bramkę. Uczestnik Igrzysk Olimpijskich w Innsbrucku w 1964 oraz Mistrzostw Świata w 1969 w Lublanie.